# Encephalartos ferox
Encephalartos ferox (descrita pela primeira vez em 1851 por Giuseppe Bertoloni em Moçambique) é uma espécie sul-africana, pertencente a família Zamiaceae do gênero Encephalartos, e por causa da cor e da forma dos seus folíolos e estróbilos se tornou relativamente conhecido por todo o mundo. Uma característica impressionante sobre esta espécie é a cor dos cones. A fêmea possui estróbilo vermelho e o macho vermelho-alaranjado, ambos os cones são produzidos dentro de cinco a dez anos de vida da planta. Esta espécie tolera luz filtrada e só pode ficar a pleno sol se ao longo da costa.
É comumente encontrada na sombra da floresta nas margens de dunas e em pastagem arborizada onde pode ocorrer em grande número, às vezes ocorrendo dentro de 50m da praia. As plantas são geralmente monocaules ou raramente ramificados, formando algumas vezes touceiras a partir de brotações produzidas na base. Os caules são subterrâneos (embora muito ocasionalmente hastes podem ser encontrados atingindo mais de um metro de comprimento). As hastes atingir até 35 centímetros de diâmetro.
As folhas são arqueadas 1-2m de comprimento e folíolos (15cm de comprimento e 3-5cm de largura) com dentes nas margens. Os folhetos são moderadamente espaçadas na base da folha, mas se sobrepõe ao longo do comprimento da folha. Folhas jovens são muitas vezes marrom acobreadas e pilosas, característica que é perdida com o crescimento.
A parte mais espetacular destas plantas são os seus impressionantes laranja-vermelho escarlate com cones que contrastam com a folhagem verde escura. Os cones masculinos e femininos são formados em plantas separadas(planta dioica) e, ambos são muito chamativos e coloridos. A planta fêmea possui 1 a 5 cones  ovoides, com 25-50 cm de altura e 20-40cm de diâmetro e  são sésseis. As plantas do sexo masculino contudo podem ostentar 1 a 6 cones cilíndricos por coroa. Estes são mais longos (40-50cm) e muito menor (apenas 8-10cm de diâmetro). Os cones masculinos são sustentados por  hastes curtas de até 3cm de comprimento.